# 東流
東流（ひがしながれ）は、博多祇園山笠や博多松囃子（博多どんたく）の運営における構成単位である流の一つである。福岡市博多区博多地域の大博通りの東側、南北に伸びる旧東町筋沿いを区域とし、昭和41年（1966年）の町名町界整理により旧東町流を中心に再編されて発足した。現在の住所における御供所町 (福岡市)・上呉服町・中呉服町・下呉服町・博多駅前一丁目から成る。旧町名での参加が多く19カ町から構成される。

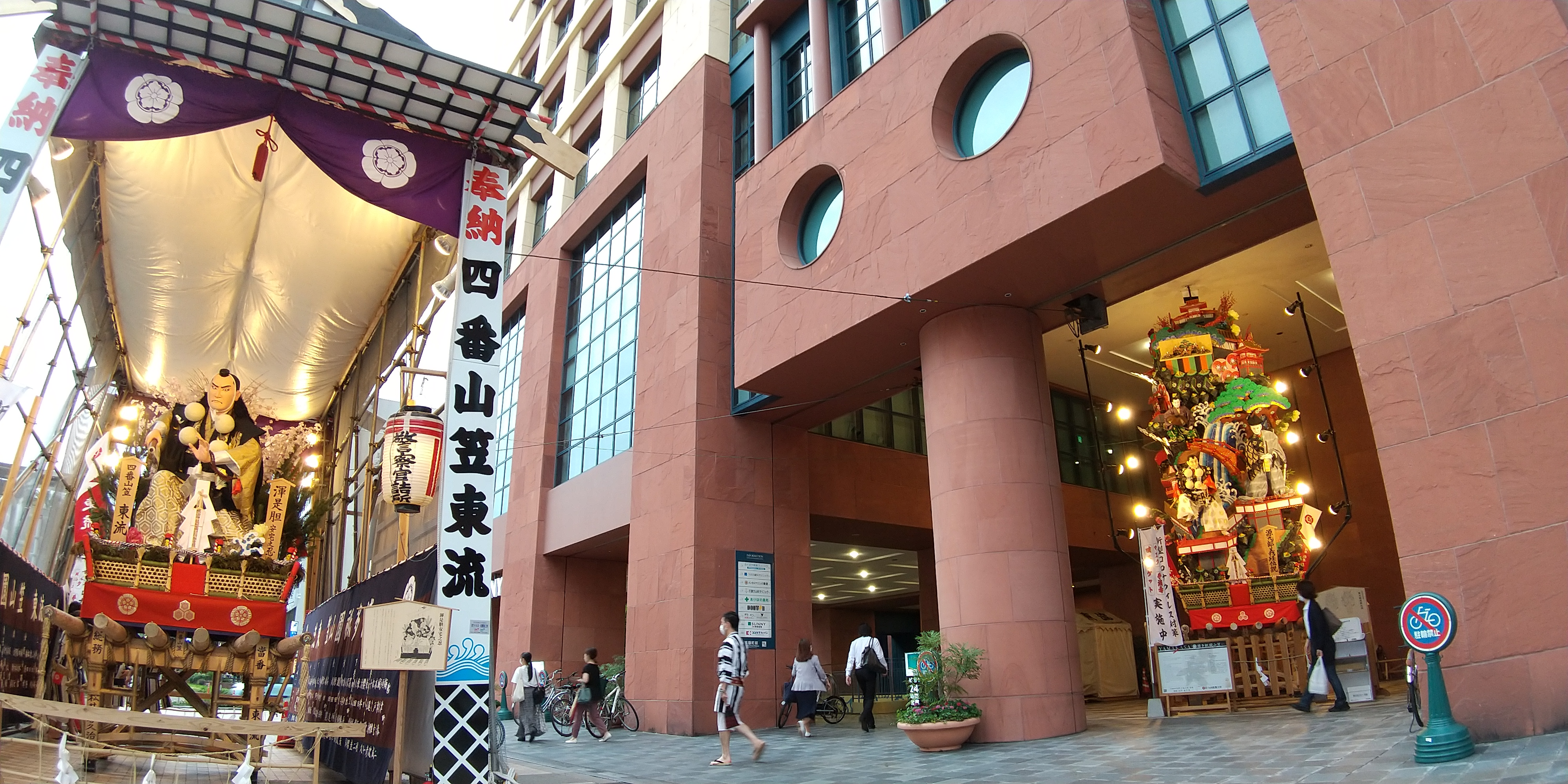
山笠東流（呉服町）

博多祇園山笠では毎年舁き山と飾り山を呉服町交差点の呉服町ビジネスセンタービル（地下鉄呉服町駅）前に立てる。舁き山と飾り山は下部の山台を共有する。山笠の運営は当番町をつくらず流当番制でおこない、山笠では統一した当番法被（長法被）（紺と白の縦縞模様）や水法被(背に「東」、袖に町名の入った布（肩証）を縫い付けている)と、白の締め込みを着用する。尚、7月11日に行われる他流舁において還暦を迎えた人が赤の締め込みに、赤いロゴの水法被を着用することがある。。
NHKの連続テレビ小説「走らんか!」の撮影では全面協力した。
博多松囃子（博多どんたく）稚児流では2年ごとに西流と交代で当番を務めており、市内各所で地謡いや舞を披露する。
平成21年の集団山見せでは、プロ野球・福岡ソフトバンクホークス会長の王貞治が台上がりを務めた。
。
博多祇園山笠振興会　第九代会長　瀧田喜代三が所属している。

## 構成町
- 御供所一区（旧東町流）
- 御供所三区（旧東町流）
- 御供所四区（旧東町流加勢町）
- 東長寺新道（旧呉服町流）
- 奥の堂町（旧櫛田流）
- 金屋小路（旧東町流）
- 上桶屋町（旧櫛田流）
- 下桶屋町（旧櫛田流）
- 北船町（旧東町流）
- 上普賢堂町（旧櫛田流）
- 下普賢堂町（旧櫛田流）
- 普賢堂町（旧櫛田流）
- 魚町（旧福神流）
- 上東町（旧東町流）
- 下東町（旧東町流）
- 上浜口町（旧東町流）
- 中浜口町（旧東町流）
- 鏡町（旧東町流）
- 駅前（旧岡流）

### 加勢町
- 堅粕町

## 還暦
東流では還暦の人は、赤い文字で書かれた水法被に赤の締め込みを着用する独自の風習がある。